# قره قاش علي باشا
قره قاش علي باشا سياسي عثماني شغل منصب والي مصر منذ 1668 حتى 1669.